# 1 Pułk Artylerii Najcięższej

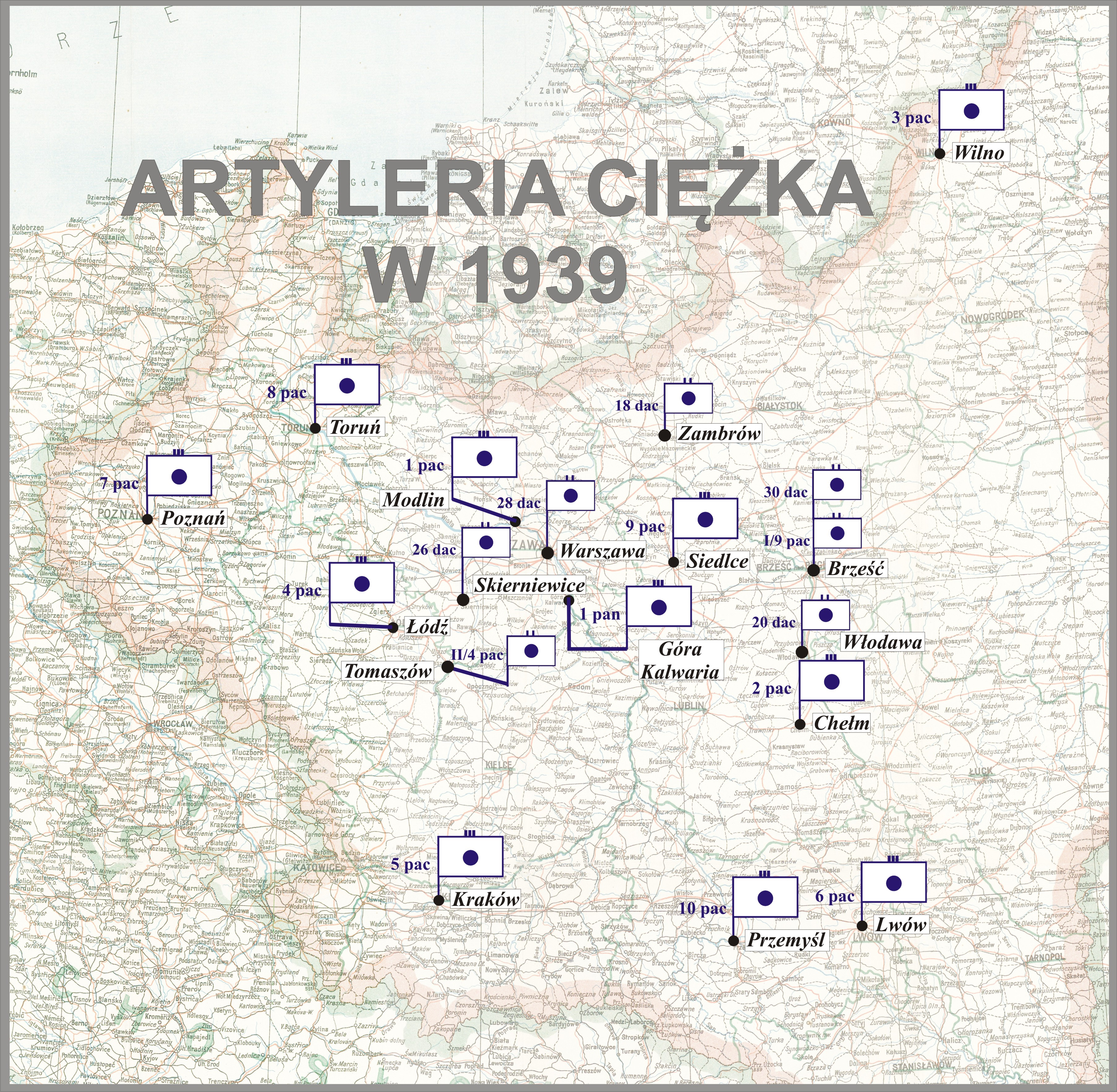
Artyleria ciężka w 1939 przed wybuchem II wojny światowej

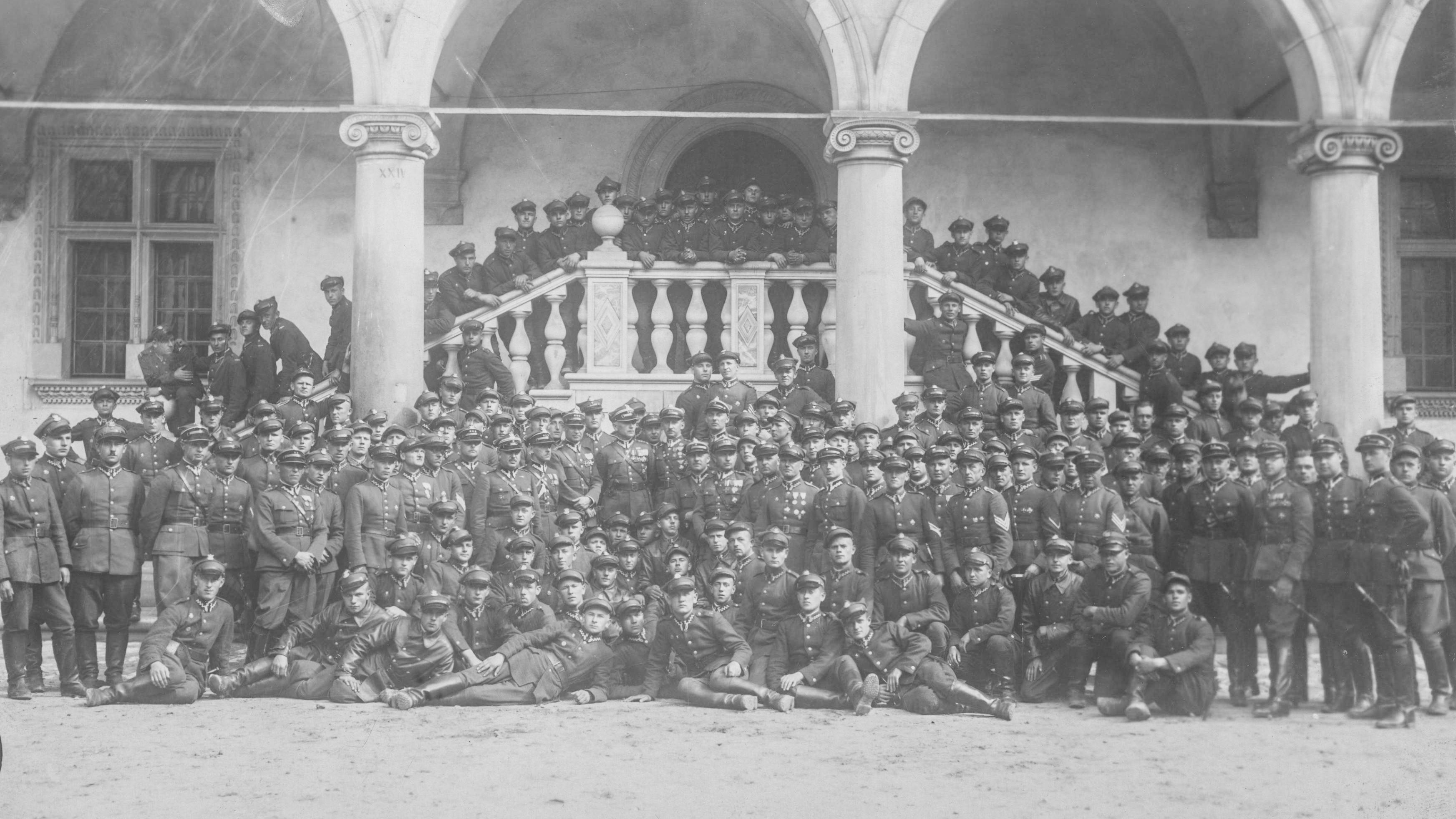
1 Pułk Artylerii Najcięższej na Wawelu - fotografia grupowa na dziedzińcu wawelskim

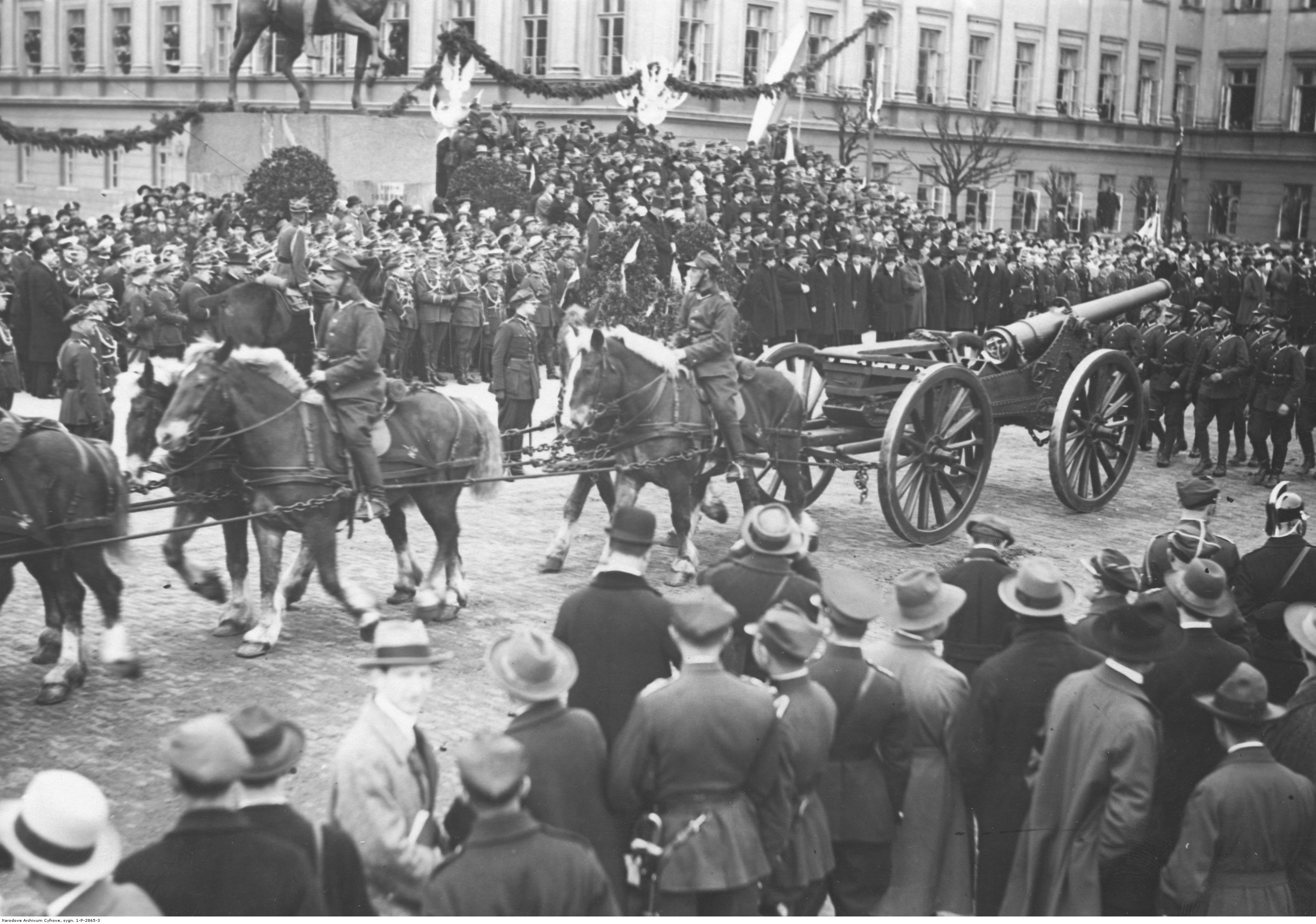
Uroczystości Święta 3 Maja - defilada na Placu Saskim w Warszawie - 120 mm armata polowa mle 1878 De Bange

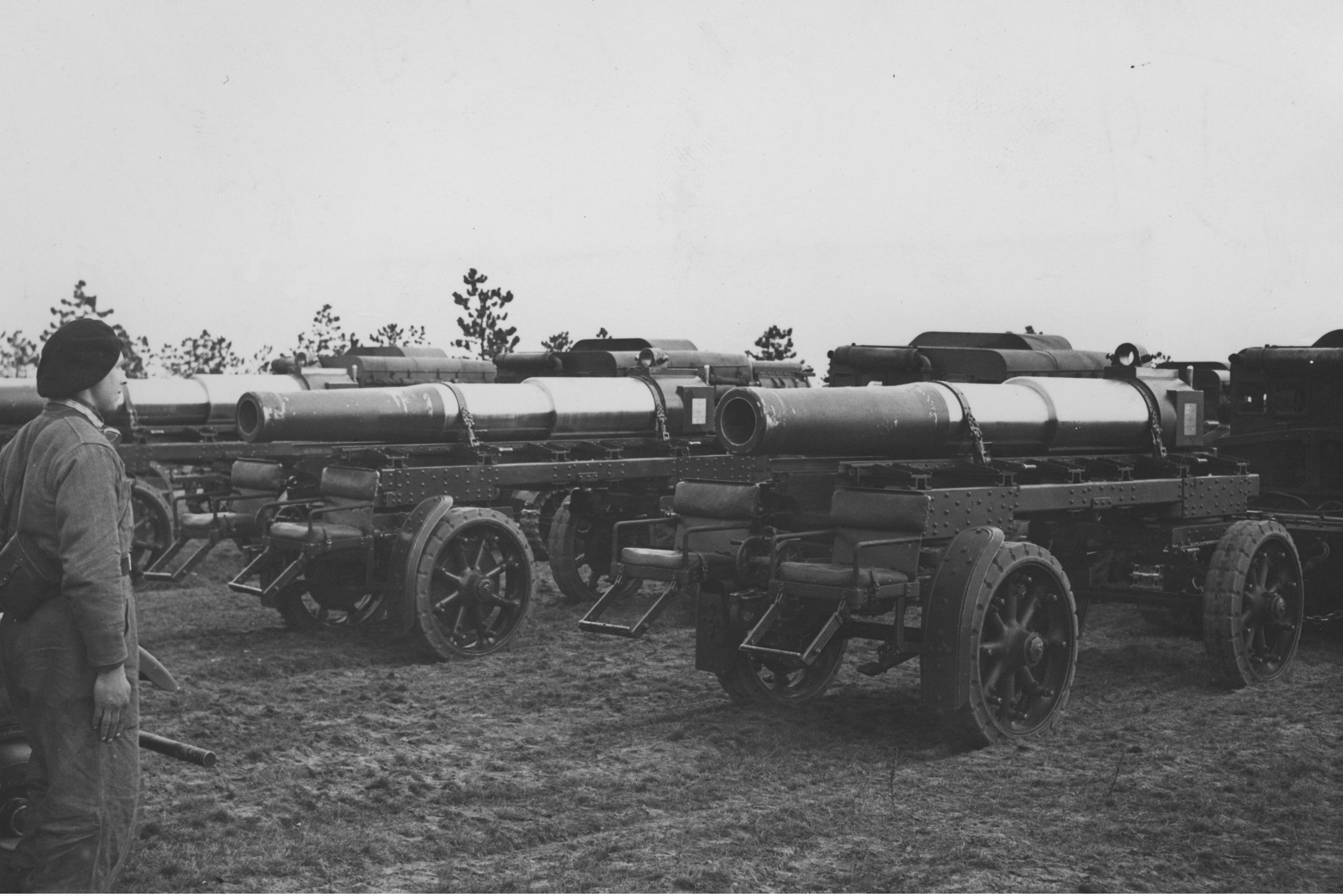
Bateria ciągników artyleryjskich C7P z przyczepami załadowanymi lufami do moździerzy 220 mm wz. 32

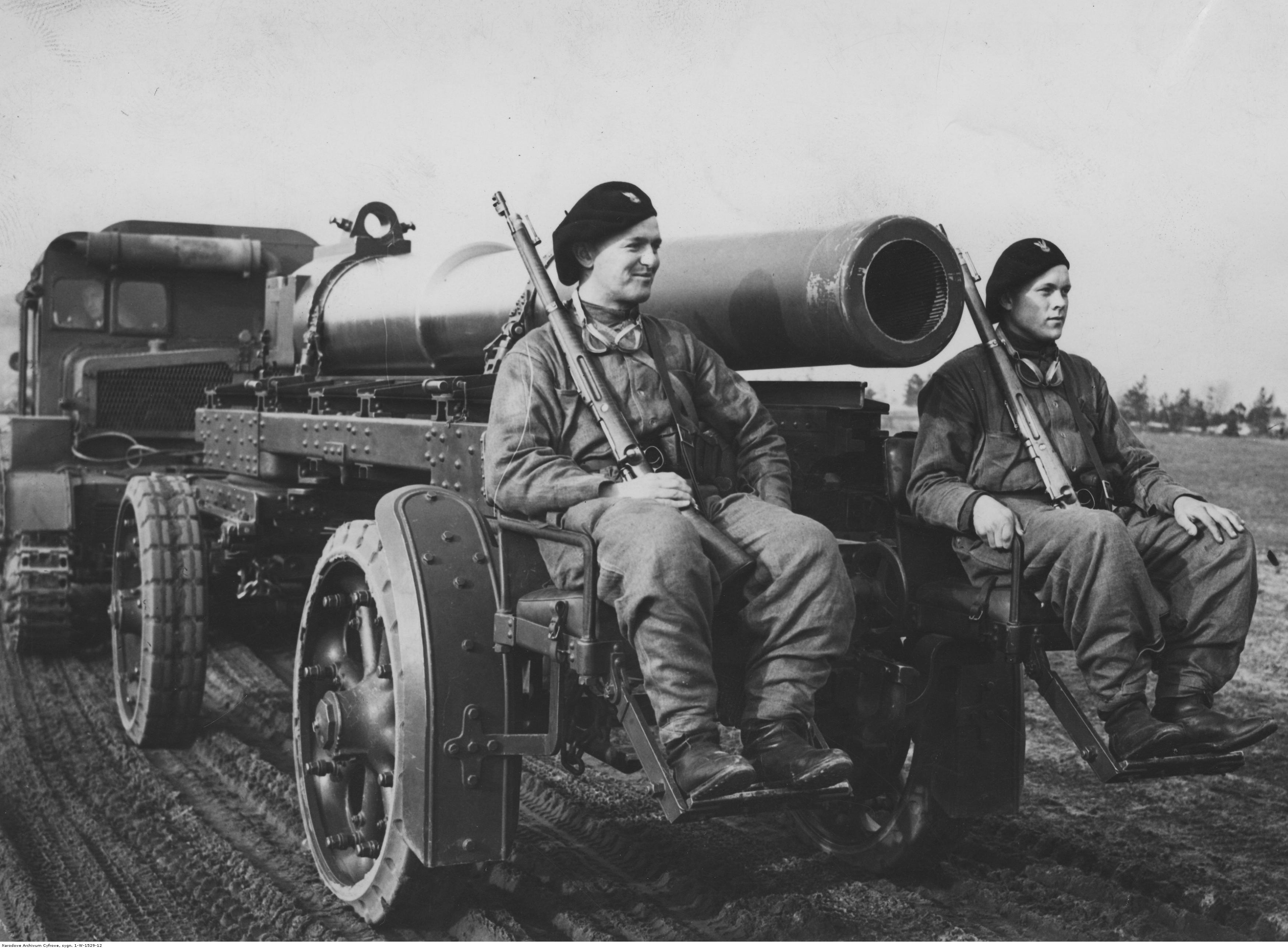
Ciężkie moździerze 220 mm wz. 32 - ciągnik artyleryjski C7P - artylerzyści jadący na przyczepie

1 Pułk Artylerii Najcięższej (1 pan) – oddział artylerii najcięższej Wojska Polskiego w II Rzeczypospolitej.

## Organizacja pułku i udział dwóch baterii w wojnie z bolszewikami
Pułk został sformowany w garnizonie Warszawa, na podstawie rozkazu Ministra Spraw Wojskowych z 11 sierpnia 1920 pod nazwą Pułk Motorowy Artylerii Najcięższej. Jednostka ukończyła organizację i szkolenie na początku września 1920. Pierwszym dowódcą pułku został major Józef Klob. Jego podstawowym zadaniem było szybkie i sprawne połączenie wszystkich przeznaczonych do składu pułku baterii w tym i tych będących na froncie.
Struktura organizacyjna pułku w 1920 przedstawiała się następująco:
- Dowództwo
- dowódca pułku - mjr Józef Klob
- 1 bateria – por. Jan Szewczyk
- 2 bateria – por. Wilhelm Dobosz
- 3 bateria – kpt. Stefan Wołągiewicz
- 4 bateria – kpt. Zygmunt Zaboklicki
- 5 bateria – kpt. Jan Kondziołka
- 6 bateria – kpt. Henryk Tomowicz
- oddział techniczny
- bateria zapasowa
- bateria motorowa

Bateria pierwsza i druga miały po dwa 210 mm moździerze, baterie trzecia i czwarta – po trzy 149,1 mm armaty, natomiast bateria piąta i szósta – po cztery 155 mm haubice.
W wojnie z bolszewikami wzięły czynny udział jedynie dwie baterie moździerzy: pierwsza pod dowództwem porucznika Wilhelma Dobosza i druga pod dowództwem porucznika Jana Szewczyka. Oba pododdziały weszły w skład Grupy Artylerii Ciężkiej generała podporucznika Ignacego Ledóchowskiego, która znajdowała się w dyspozycji dowódcy 2 Armii. W dniach 22–26 września 1920 baterie wspierały ogniem swych 210 mm moździerzy oddziały Dywizji Ochotniczej i Dywizji Górskiej w walkach o Grodno.

## Pułk w okresie pokoju
Jesienią 1921 pułk został zreorganizowany. Odtąd składał się z dwóch mieszanych dywizjonów. W każdym była jedna bateria moździerzy kal. 210 mm i jedna bateria armat kal. 149,1 mm. Planowano utworzenie trzeciego dywizjonu o podobnym składzie, ale do tego nie doszło. Stacjonował w Warszawie początkowo przy ul. Koszykowej, a od 1922 roku w forcie Jakuba Jasińskiego (Śliwice). Zmieniono również oficjalną nazwę pułku na 1 pułk artylerii najcięższej (motorowy). W kwietniu 1923 roku nastąpiła wymiana uzbrojenia artyleryjskiego produkcji włoskiej dotychczas używanego na uzbrojenie artyleryjskie i strzeleckie produkcji francuskiej. Zdano pojazdy motorowe, a wdrożono trakcję konną. Proces przezbrajania zakończono w czerwcu 1923 roku, uzbrojeniem artyleryjskim stały się armaty kal. 120 mm wz. 1878. Struktura pułku od tego czasu, to: 
- drużyna dowódcy pułku
- 3 dywizjony x 3 baterie x 4 armaty 120 mm
- kadra baterii zapasowej
- kadra łączności[1].

Od początku 1934 roku rozpoczęto szkolenie motorowe kadry oraz szkolenie z przybyłymi instruktorami z zakładów Skody przy zakupionych moździerzach kal. 220 mm wz. 1932. Od listopada 1934 roku pułk przenosił się sukcesywnie do nowo budowanych koszar i garaży w Górze Kalwarii. Zmieniono też organizację pułku, od tego czasu składał się z:
- dowództwa pułku
- kwatermistrzostwa
- plutonu gospodarczego
- plutonu łączności,
- parku samochodowego
- 2 dywizjonów x 2 baterie x 2 moździerze.

Od 1937 roku pluton łączności rozbudowano do baterii łączności oraz utworzono dywizjon techniczny w składzie dwóch baterii technicznych.
| Obsada personalna i struktura organizacyjna w marcu 1939 | Obsada personalna i struktura organizacyjna w marcu 1939 |
| Stanowisko                                               | Stopień, imię i nazwisko                                 |
| -------------------------------------------------------- | -------------------------------------------------------- |
| dowódca pułku                                            | płk Józef Rymut                                          |
| I z-ca dowódcy                                           | ppłk Antoni Kocimski                                     |
| adiutant                                                 | kpt. Piotr Kucharski                                     |
| naczelny lekarz medycyny                                 | por. lek. Wacław Trochimowicz                            |
| oficer zwiadowczy                                        | por. Wacław Michał Śliwowski                             |
| w dyspozycji dowódcy                                     | ppłk Piotr Jezierski                                     |
| w dyspozycji dowódcy                                     | kpt. dypl. Jan Stanisław Sadowski                        |
| II z-ca dowódcy [kwatermistrz]                           | mjr Bronisław Nowakowski                                 |
| oficer mobilizacyjny                                     | kpt. Jan Franciszek Brodzikowski                         |
| z-ca oficera mobilizacyjnego                             | por. adm. (art.) Stanisław Babiński                      |
| oficer administracyjno-materiałowy                       | kpt. Mieczysław Marian Strzemień                         |
| oficer gospodarczy                                       | kpt. int. Tadeusz Antoni Ozimek                          |
| oficer żywnościowy                                       | vacat                                                    |
| dowódca plutonu łączności                                | kpt. Leszek Janusz Juszczyk                              |
| oficer plutonu                                           | por. Janusz Eugeniusz Spiechowicz                        |
| dowódca szkoły podoficerskiej                            | kpt. mgr Czesław Kopytowski(*)                           |
| z-ca dowódcy                                             | por. Henryk Bolesław Kamiński                            |
| dowódca plutonu                                          | ppor. Bolesław Zbigniew Gruiński                         |
| dowódca plutonu                                          | ppor. Stanisław Władysław Olszewski                      |
| dowódca I dywizjonu                                      | mjr Kazimierz Firla                                      |
| dowódca 1 baterii                                        | kpt. mgr Czesław Kopytowski(*)                           |
| dowódca plutonu                                          | ppor. Bronisław Wilczyński                               |
| dowódca 2 baterii                                        | ppor. Władysław Tadeusz Jan Magoński                     |
| dowódca plutonu                                          | ppor. Kazimierz Alfred Prorok                            |
| dowódca II dywizjonu                                     | mjr Aleksander Alfred Toczyski                           |
| dowódca 4 baterii                                        | por. Zygmunt Karol Peitler                               |
| dowódca plutonu                                          | ppor. Hubert Maksymilian Gustaw Czachorowski             |
| dowódca 5 baterii                                        | kpt. Aleksander Jadas                                    |
| dowódca plutonu                                          | ppor. Stanisław Zbigniew Szczepański                     |
| dowódca dywizjonu technicznego                           | mjr kontr. Hussein Kumuz                                 |
| dowódca 1 baterii technicznej                            | kpt. Zygmunt Bagrowski                                   |
| dowódca plutonu                                          | ppor. Józef Artur Orkusz                                 |
| dowódca 2 baterii technicznej                            | kpt. Stefan Jastrzębski                                  |
| dowódca plutonu                                          | por. Aleksander Mulart                                   |
| komendant parku                                          | mjr br. panc. Aleksy Poniatowski                         |
| kierownik warsztatu parku samochodowego                  | kpt. Rudolf Juliusz Kłoda                                |
| odkomenderowany                                          | kpt. Witold Monkiewicz                                   |
| w szpitalu                                               | ppor. Adam Jan Kowalski                                  |
| na kursie                                                | por. Aleksander Chełstowski                              |
| na kursie                                                | por. Jan Zygmunt Kierglewicz                             |

## Mobilizacja i rozformowanie pułku
Podczas mobilizacji pułk wystawił trzy dywizjony zmotoryzowanej artylerii najcięższej. Składały się one z 6 moździerzy 220 mm po dwa działa w trzech bateriach. W I rzucie mobilizacji powszechnej mobilizowano trzy dywizjony w terminach; 5, 6 i 7 dniu jej trwania:
- 11 dywizjon artylerii najcięższej
- 12 dywizjon artylerii najcięższej
- 13 dywizjon artylerii najcięższej

miały wejść w skład odwodowej Armii „Prusy”.
W II rzucie mobilizacji powszechnej z terminem gotowości na X+3, mobilizowano:
- Ośrodek Zapasowy Artylerii Motorowej nr 1[6]

Mobilizację pułku prowadzono na terenie poligonu; Zalesie, Baniocha, Walewice, gdzie do 31 sierpnia 1 pan przebywał. Z chwilą rozpoczęcia mobilizacji mundurowano i wyposażano napływających rezerwistów w koszarach w Górze Kalwarii i wysyłano do formowanych dywizjonów na terenie poligonu. Od 1 września dywizjony pobierały sprzęt samochodowy i moździerze ze składów w na Moczydłowie. 1 września uformowano kolumnę samochodową z 20 ciężarówkami Polski Fiat 621L i łazik celem dowiezienia amunicji ze składów w Palmirach w dniach 1-3 września. 1 września w trakcie jednego z pierwszych kursów kolumna samochodowa za Młocinami została zaatakowana przez lotnictwo niemieckie, poległo i odniosło rany kilku kanonierów, zniszczony został "łazik". 
11 dywizjon oddano Armii „Modlin” i skierowano do Jabłonny, gdzie dotarł 7 września. Wziął on udział w walce pod Tomaszowem Lubelskim. Dywizjony 12 i 13 zakończyły mobilizację 5-6 września i przydzielono je do dyspozycji Sztabu Naczelnego Wodza, jako odwód artyleryjski, ruszyły przez Lubelszczyznę w kierunku Lwowa.

### Oddział Zbierania Nadwyżek 1 pan
W trakcie mobilizacji powszechnej z uwagi na zgłaszanie się licznych rezerwistów różnych broni utworzono oddział nadwyżek 1 pan pod dowództwem mjr. Bronisława Nowakowskiego z 2 działową baterią armat 75 mm wz.1897. Oddział ten po przejściu na wschodnią stronę Wisły wszedł w skład Zgrupowania płk. Tadeusza Komorowskiego, stanowił on odwód zgrupowania. 6/7 września przez Wisłę przeprawiła się reszta OZ Artylerii Motorowej. Jeden z działonów wspierał Oddział Wydzielony mjr. Jasiewicza w rejonie Brzumina. Pułk po zakończeniu mobilizacji trzech dywizjonów został przekształcony w Ośrodek Zapasowy Artylerii Motorowej nr 1. Pozostały w nim jako rezerwa 1 moździerz 220 mm i 2 armaty 120 mm. Sprzęt ten w nieznanych okolicznościach, został porzucony około 10 września w miejscowości Sobienie Murowane. Głowna część OZ pod dowództwem płk. Józefa Rymuta przedostała się po długotrwałym marszu 19 września do Rumunii. OZN 1 pan dostał się do niewoli sowieckiej w Haliczu 21 września. Armata 75 mm i 40 mm plot. wraz z ciągnikiem C2P, przejęte w Brzuminie maszerowały wraz z OZ płk. Rymuta, po czym odłączone w rejonie Włodawy pod dowództwem pchor. T. Oryńskiego wzięły udział w walkach z niemiecką 3 DPanc. następnie dołączyły do 11 dan dzieliły jego losy.

## Symbole pułkowe

### Sztandar
16 grudnia 1937 Prezydent RP Ignacy Mościcki zatwierdził wzór sztandaru dla 1 pułku artylerii najcięższej. Na lewej stronie płatu sztandaru umieszczono:
- w prawym górnym rogu na tarczy - wizerunek Matki Boskiej Ostrobramskiej,
- w lewym górnym rogu na tarczy - wizerunek Świętej Barbary,
- w prawym dolnym rogu na tarczy - godło Księstwa Mazowieckiego,
- w lewym dolnym rogu na tarczy - odznaka pamiątkowa 1 pan,
- na górnym ramieniu krzyża kawalerskiego - napis: „Grodno 25.IX.1920”,
- na dolnym ramieniu krzyża kawalerskiego - napis: „Warszawa 11.VIII.1920”.

26 maja 1938 na Polu Mokotowskim w Warszawie, gen. dyw. Tadeusz Kasprzycki w imieniu Prezydenta RP wręczył dowódcy pułku sztandar.

19 września 1939 sztandar został przewieziony przez granicę węgierską przez dowódcę pułku, płk Józefa Rymuta, st. ogn. Stanisława Jackowskiego i kan. Okrasę. Przez pewien czas był przechowywany przez dowódcę pułku w obozie internowanych w Eger, skąd drogą dyplomatyczną wysłany został do Francji. Obecnie sztandar znajduje się w Instytucie Polskim i Muzeum im. gen. Sikorskiego w Londynie

### Odznaka pamiątkowa
Odznaka zatwierdzona została Dziennikiem Rozkazów Ministerstwa Spraw Wojskowych z 14 października 1932 nr 19, poz. 243. Stanowi ją krzyż maltański, którego ramiona pokryte są białą emalią. Na środek nałożony wizerunek gorejącej bomby otoczonej wieńcem laurowym na tle skrzyżowanych luf armatnich. Na ramionach krzyża napis: 1 PAN. Odznaka oficerska i podoficerska wykonana w srebrze i emaliowana. Wersja żołnierska – jednoczęściowa, wykonana z alpaki, bez emalii. Wymiary – 39x38 mm; wykonanie – Wiktor Gontarczyk z Warszawy.

## Żołnierze pułku

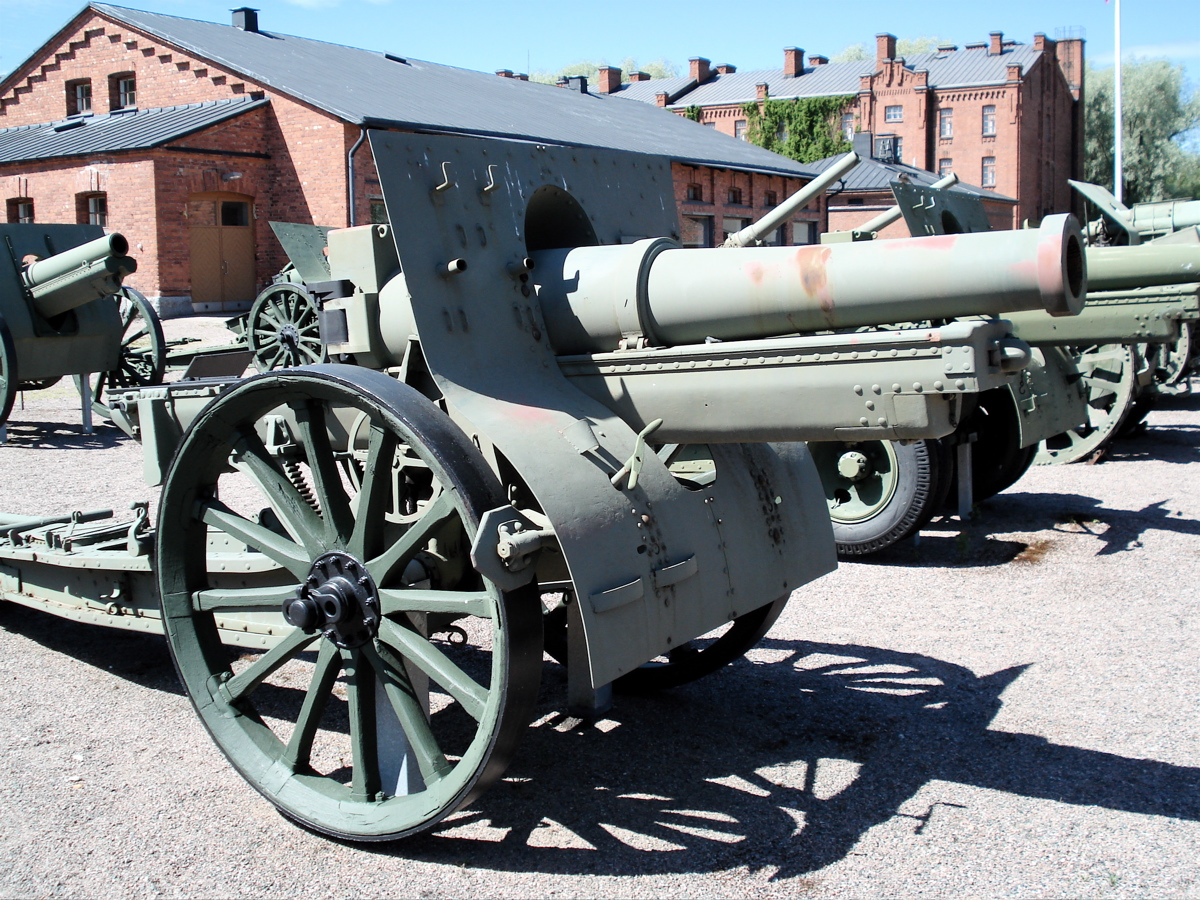
155 mm haubica wz. 17

Dowódcy pułku
- mjr art. Józef Klob[c] (od 11 VIII 1920)
- kpt. art. Maksymilian Wzacny (od 29 IV 1922)
- płk art. Stanisław Marian Rohoziński (28 VI 1922 - 2 X 1925 → zastępca szefa Artylerii Okręgu Korpusu Nr I[14])
- ppłk art. inż. Roman Gliniecki (17 XI 1925 – 5 VI 1926 → kadra oficerów artylerii)
- ppłk / płk SG Stanisław Maksymilian Markus (5 VI 1926[15] - 29 II 1932 → stan spoczynku[16])
- mjr art. Wilhelm Dobosz (wz. od 1 III 1932)
- ppłk art. Jan Franciszek Teuchman (wz. od 27 IV 1932)
- ppłk / płk art. Jan Dunin-Wąsowicz (1 VI 1932[17] - †24 IV 1936[18])
- ppłk / płk art. Józef Rymut (2 V 1936 – IX 1939)

Zastępcy dowódcy pułku
- ppłk art. Leopold Połoszynowicz[d] (VII 1922 - I 1925[20])
- ppłk art. inż. Roman Gliniecki[e] (18 I - 17 XI 1925 → dowódca 1 pan)
- ppłk SG Artur Pepłowski (XI 1925 – IV 1928)
- mjr / ppłk art. Jan Franciszek Teuchman (IV 1929[21] – 7 VI 1934 → szef wydziału w Państwowym Urzędzie Wychowania Fizycznego i Przysposobienia Wojskowego[22])
- ppłk dypl. art. Ludwik Jacek Ciba (1934[23] - I 1938 → dowódca 6 pac)
- mjr / ppłk sam. Wacław Hryniewski (II zastępca od VI 1934[f])
- ppłk art. Antoni Kocimski (I zastępca 1939, †1940 Charków)
- mjr art. Bronisław Nowakowski (II zastępca 1939)

Oficerowie i żołnierze pułku

### Żołnierze pułku – ofiary zbrodni katyńskiej
Biogramy zamordowanych znajdują się na stronie internetowej Muzeum Katyńskiego
| Nazwisko i imię          | stopień              | zawód             | miejsce pracy przed mobilizacją          | zamordowany |
| ------------------------ | -------------------- | ----------------- | ---------------------------------------- | ----------- |
| Baszkiewicz Ryszard      | podporucznik rezerwy | technik,          | Dyrekcja Okręgowa PKP w Warszawie        | Katyń       |
| Kucharski Piotr          | kapitan              | żołnierz zawodowy |                                          | Katyń       |
| Sztekler Henryk          | podporucznik rezerwy |                   |                                          | Katyń       |
| Kiliński Leszek          | podporucznik rezerwy | technik           |                                          | Charków     |
| Władysław Kociatkiewicz  | kapitan rezerwy      | urzędnik          |                                          | Charków     |
| Kocimski Antoni          | podpułkownik         | żołnierz zawodowy |                                          | Charków     |
| Niezabitowski Tadeusz    | podporucznik rezerwy | inżynier mechanik |                                          | Charków     |
| Siwiński Wacław Marian   | podporucznik rezerwy | architekt         | Tow. Budowy Mieszkań dla PKP w Warszawie | Charków     |
| Słobódzki Bogusław Jerzy | podporucznik rezerwy | inżynier mechanik |                                          | Charków     |